# تونی تارانتینو
تونی تارانتینو (انگلیسی: Tony Tarantino؛ زادهٔ ۴ ژوئیهٔ ۱۹۴۰) هنرپیشه، موسیقی‌دان و آهنگساز اهل ایالات متحده آمریکا و پدر کارگردان مطرح کوئنتین تارانتینو بود.

## زندگی
وی در ۴ ژوئیه ۱۹۴۰ در کویینز نیویورک از الیزابت و دومینیک تارانتینو زاده شد. پدر وی کهنه‌سربازی از جنگ جهانی دوم بود. تارانتینوی پسر در مورد وی می‌گوید: «من هیچوقت پدرم را نمی‌شناختم. موضوع این است. هیچوقت او را نمی‌شناختم. او می‌خواست که بازیگر شود. حالا او یک بازیگر است فقط به این دلیل که اسم فامیل من را دارد اما او بخشی از زندگی من نیست. او را نمی‌شناختم. هیچ برخوردی با او نداشتم.»